# Cỗ máy thời gian (phim 2002)
Cỗ máy thời gian là bộ phim khoa học giả tưởng được công chiếu vào năm 2002 được dựa trên cuốn tiểu thuyết "Cỗ máy thời gian" bởi tác giả nổi tiếng H. G. Wells, trước đó đã có bộ phim tương tự cỗ máy thời gian được công chiếu vào năm 1960 bởi nhà kịch bản phim David Duncan. Nó được xuất bản bởi Arnold Leibovit và nhà đạo diễn Simon Wells, ông là chắt của tác giả viết cuốn tiểu thuyết cỗ máy thời gian. Bộ phim bao gồm những ngôi sao điện ảnh như Guy Pearce, Jeremy Irons, Orlando Jones, Samantha Mumba, Mark Addy, Sienna Guillory, Phyllida Law và cùng với diễn viên phụ Alan Young, cũng xuất hiện trong bộ phim năm 1960 trước đó.
Bộ phim năm 2002 lấy bối cảnh ở thành phố New York trong khi tiểu thuyết thì là London và có nhiều nội dung không giống với cuốn tiểu thuyết gốc, một số khác biệt bao gồm chuyện tình giữa nhân vật chính và một số nhân vật mới, như người máy ba chiều thủ vai bởi Orlando Jones và thủ lĩnh bộ tộc Morlock thủ vai bởi Jeremy Irons.
Nhà đạo diễn Gore Verbinski đã đem lại 18 ngày tưng bừng cho khán giả, cùng lúc đó Simon Wells bị bệnh nặng vì sự kiệt sức tột. Nhưng ông đã kịp hồi phục cho dịp công bố tác phẩm.
Trong năm 2009, bộ phim đã có phần tiếp theo với tựa đề sự trở lại của máy thời gian (hoặc có thể gọi là Cỗ máy thời gian 2). Nó được sản xuất bởi Arnold Leibovit.

## Cốt truyện
Vào năm 1899, tiến sĩ Alexander Hartdegen (Guy Pearce), một nhà phát minh trẻ tuổi, đang giảng dạy tại Đại học Columbia trong thành phố New York. Không giống với bạn của mình là David Philby (Mark Addy), Alexander ưa thích làm thí nghiệm hơn là làm công việc kinh doanh. Sau khi bạn gái cũng là vợ tương lai của ông bị giết chết bởi một tên cướp, ông liền dồn hết tâm huyết để chế tạo cỗ máy thời gian để cứu bạn gái của mình. Bốn năm sau, cỗ máy thời gian cuối cùng được hoàn thành, ông du hành thời gian về năm 1899 để cứu bạn gái mình khỏi phải chết vì tên cướp nhưng cô lại bị chết vì bị xe ngựa cán.
Mặc dù ông thử cứu cô cả ngàn lần nhưng mỗi khi cứu được cô thì cô lại chết theo cách khác, Alexander đành phải đến năm 2030 để tìm xem có cách nào để cứu cô không. Ông đã đến thư viện ở New York và đã gặp một chương trình hình ảnh ba chiều với hình dáng giống con người, là người hướng dẫn của thư viện, nói cỗ máy thời gian là chuyện không thể nào làm được. Vì thế Alexander tiếp tục đi xa hơn nữa vào tương lai đến năm 2037, khi đến nơi thì Trái Đất đang sắp bị tiêu diệt bởi các mảnh vỡ của Mặt Trăng sau khi con người tàn phá nó. Trong khi ông đang cố sửa lại máy thời gian để trốn đi thì ông bị bất tỉnh do đập đầu vào chiếc thanh sắt và khi tỉnh dậy thì ông đang ở vào năm 802701.
Vào thời điểm lúc bấy giờ, nền văn minh con người đã trở về buổi nguyên thủy. Những người này là con cháu của những người sống sót, gọi là "Eloi", họ sống ở vách đá còn sót lại của Manhattan. Alexander được một cô gái cứu và chữa bệnh, cô tên là Mara (Samantha Mumba), cô là một trong số ít người có thể nói tiếng Anh. Một đêm nọ, Alexander và cậu em trai của Mara tên Kalen (Omero Mumba) bị gặp ác mộng, trong giặc mơ họ nhìn thấy những bộ mặt kinh tởm. Ngày hôm sau, người Eloi bị tấn công và Mara bị bắt cóc và bị lôi xuống lòng đất bởi một bộ tộc tên "Morlocks", một bộ tộc chuyên bắt cóc con người để ăn thịt. Để cứu cô, Kalen dẫn Alexander tới gặp Vox 114, là chương trình hình ảnh ba chiều trong thư viện ngày xưa vẫn còn hoạt động.
Sau khi Vox tiết lộ cho Alexander làm thế nào để đến gặp được Morlock, ông xâm nhập vào lãnh địa của bọ ăn thịt người hung tợn. Cuối cùng ông bị bắt và bị giải đến khu vực mà Mara đang nhốt trong lồng sắt. Ông gặp được tên Über-Morlock (Jeremy Irons), là một người Morlock thông minh. Nó giải thích là Morlock là loài vật tiến hóa từ con người, những người sống sót sau trận đại thiên tai năm 2037, họ may mắn trốn và sống ở dưới đất. Vậy là từ lúc Mặt Trăng va vào Trái Đất thì loài người đã tiến hóa thành hai loài một là loài Eloi đã trên mặt đất, hai là loài Morlock sống ở dưới đất. Tên Über-Morlocks có khả năng điều khiển tâm trí của mọi người để phục vụ cho hắn.
Khi này, bọn Morlock đã chiếm được máy thời gian và đem nó xuống dưới đất. Tên Über-Morlock giải thích cho Alexander là ông sẽ không bao giờ có thể cứu được bạn gái mình, vì cái chết của cô là động lực thúc đẩy ông làm máy thời gian, nếu cô không chết thì ông cũng sẽ không tạo ra máy thời gian. Alexander được hoàn trả máy thời gian và được thả đi. Tuy nhiên, ông đã tấn công và lôi tên Über-Morlock vào trong máy thời gian khi nó đang hoạt động. Tên Über-Morlock bị lão hóa tới chết vì thời gian trôi quá nhanh khi Alexander đẩy được hắn ra ngoài cỗ máy thời gian. Alexander dừng lại vào năm 635.427.810, ông nhìn thấy cảnh hoang tàn cuối cùng còn lại của Trái Đất với một bầu trời đỏ xám xịt.
Cuối cùng ông chấp nhận sự thật là không thể cứu bạn gái mình được, Alexander du hành lại thời gian để cứu Mara. Sau khi cứu được cô, ông đã khởi động cỗ máy thời gian và làm nghẽn động cơ máy, vì thế tạo nên một vụ nổ khủng khiếp làm nổ banh tành hang động của bọn Morlock. Alexander và Mara trốn thoát được. Tuy máy thời gian đã mất, Alenxander bắt đầu cuộc sống mới với Mara và người Eloi. Bộ phim kết thúc với hai đoạn phim được chiếu song song: Trong khi Alexander chỉ cho Mara và Kalen căn vườn là nơi mà trước đây từng là nhà của ông, cùng lúc với Philby và người hầu của Alexander đang buồn bã bàn về sự mất tích của ông và hy vọng ông sẽ tìm được một nơi nào đó hạnh phúc hơn.